# ロニー・キューバー

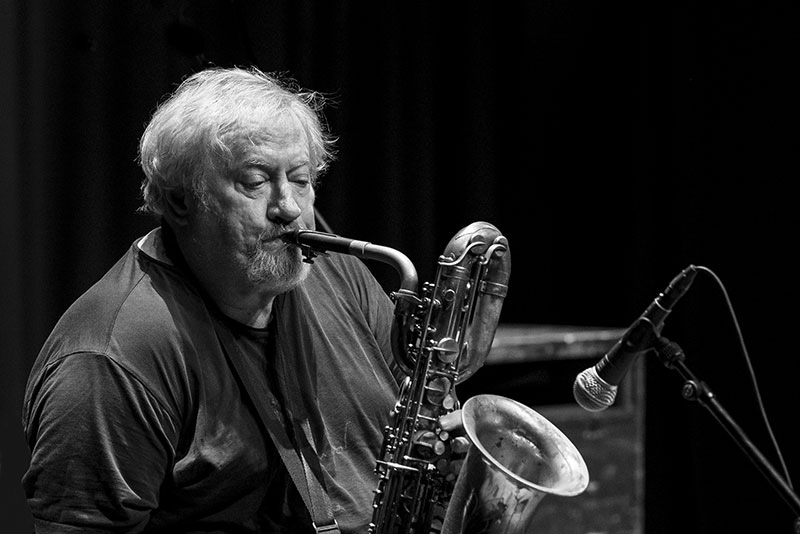
ロニー・キューバー（2017年）

ロニー・キューバー（Ronnie Cuber、1941年12月25日 - 2022年10月8日）は、ジャズのバリトン・サックス奏者。ラテン、ポップ、ロック、ブルースのセッションでも活躍している。彼はバリトン・サックスに加えて、テナー・サックス、ソプラノ・サックス、クラリネットやフルート（エディ・パルミエリならびに彼自身のアルバム）も演奏した。キューバーはハード・バップとラテンジャズにおける先駆者として知られている。彼は多数の著名なミュージシャン、例えば B.B.キング、ポール・サイモン、エリック・クラプトンらと共演している。更にJ・ガイルズ・バンドの『フリーズ・フレイム』というアルバムでもキューバーの演奏を聴くことができる。ロニー・スミスの『ドライヴス』(ブルーノート)は、彼の最も魂の込められた演奏を聴くことができるアルバムの1つだろう。彼は、サタデー・ナイト・ライブ・バンドのメンバーも務めた。
キューバーは1959年にマーシャル・ブラウンのニューポート・ユース・バンド (Newport Youth Band)に加入していた。そこで、彼はテナー・サックスからバリトン・サックスへと乗り換えたのであった。彼の最初のメジャーな仕事は、スライド・ハンプトン（1962年）と、メイナード・ファーガソン（1963年–1965年）との共演だった。そして、1966年から1967年まで、キューバーはジョージ・ベンソンとタッグを組んだ。また、1979年にリー・コニッツ・ノネットのメンバーも務めた。
彼の演奏は、1970年代中頃のフランク・ザッパ・グループで聴くことができる。その時期には、アルバム『ザッパ・イン・ニューヨーク』が含まれている。1990年代初期には、ミンガス・ビッグ・バンドのメンバーも務めた。
2022年10月8日、アメリカ合衆国ニューヨーク市にて死去。80歳没。死因は不明であるが、彼の友人によると2020年に転倒した影響などの合併症で苦しんでいたとの事であった。

## ディスコグラフィ

### リーダー・アルバム
- Cuber Libre! (1976年、Xanadu)
- The Eleventh Day of Aquarius (1978年、Xanadu)
- New York Jazz (1981年)
- Two Brothers (1985年、AMG)
- 『ピン・ポイント』 - Pin Point (1985年、PID)
- 『パッション・フルーツ』 - Passion Fruit (1985年、PID)
- Live at the Blue Note (1986年、ProJazz)
- Cubism (1992年、Fresh Sound)
- The Scene Is Clean (1993年、Milestone)
- Airplay (1994年、SteepleChase)
- In a New York Minute (1996年、SteepleChase)
- N.Y.C.ats (1997年、SteepleChase)
- Love for Sale (1998年、Koch) ※with the Netherlands Metropole Orchestra
- Ronnie (2009年、SteepleChase)
- Boplicity (2011年、SteepleChase)
- Live at JazzFest Berlin (2013年、SteepleChase) ※2008年録音
- Ronnie's Trio (2018年、SteepleChase)
- Four (2019年、SteepleChase)

### 参加アルバム
パティ・オースティン
- 『エンド・オブ・ア・レインボー』 - End of a Rainbow (1976年、CTI)
- 『ハバナ・キャンディ』 - Havana Candy (1977年、CTI)

ジョージ・ベンソン
- 『イッツ・アップタウン』 - It's Uptown (1966年)
- 『ザ・ジョージ・ベンソン・クックブック』 - The George Benson Cookbook (1966年)
- 『グッド・キング・バッド』 - Good King Bad (1975年、CTI)

メイナード・ファーガソン
- The New Sounds of Maynard Ferguson (1963年、Cameo)
- Come Blow Your Horn (1963年、Cameo)
- 『カラー・ヒム・ワイルド』 - Color Him Wild (1965年、Mainstream)

デヴィッド・クレイトン・トーマス
- 『デビッド・クレイトン・トーマス』 - David Clayton-Thomas (1972年)

ガッド・ギャング
- 『ザ・ガッド・ギャング』 - The Gadd Gang (1986年、Columbia)
- 『ヒア&ナウ』 - Here & Now (1988年、Columbia)
- 『ライヴ・アット・ザ・ボトムライン』 - Live at the Bottom Line (1994年、A Touch)

グラント・グリーン
- 『ザ・メイン・アトラクション』 - The Main Attraction (1976年)

ビリー・ジョエル
- 『イノセント・マン』 - An Innocent Man (1983年)
- 『ザ・ブリッジ』 - The Bridge (1986年)

サム・ジョーンズ
- 『サムシング・ニュー』 - Something New (1979年、Interplay)

リー・コニッツ
- 『ザ・リー・コニッツ・ノネット』 - Lee Konitz Nonet (1977年、Chiaroscuro)
- 『イエス、イエス、ノネット』 - Yes, Yes, Nonet (1979年、SteepleChase)
- Live at Laren (1984年、Soul Note) ※1979年録音

ジミー・マクグリフ
- Feelin' It (2001年、Milestone)
- McGriff Avenue (2002年、Milestone)

アイドリス・ムハマッド
- 『朝日のあたる家』 - House of the Rising Sun (1976年)
- 『ターン・ディス・ムッタ・アウト』 - Turn This Mutha Out (1977年)

ホレス・シルヴァー
- 『ザ・ハードバップ・グランドポップ』 - The Hardbop Grandpop (1996年)

ロニー・スミス
- 『ムーヴ・ユア・ハンド』 - Move Your Hand (1969年、Blue Note)
- 『ドライヴス』 - Drives (1970年、Blue Note)
- Live at Club Mozambique (1995年、Blue Note) ※1970年録音

ミッキー・タッカー
- Sojourn (1977年、Xanadu)

ジェラルド・ウィルソン
- Detroit (2009年、Mack Avenue)

レア・シルク
- 『ニューヨーク・アフターヌーン』 - New Weave (1986年)

ランディ・ブレッカー
- 『34TH・アンド・レックス 』 - 34th N Lex (2003年)

ドクター・ジョン
- 『デューク・エレガント-ドクター・ジョン、エリントンを歌う-』 - Duke Elegant (1999年)

ポール・サイモン
- 『グレイスランド』 - Graceland (1986年)

トム・スコット
- Bebop United (2006年)

エディ・パルミエリ
- 『山へ行こう』 - Vamonos pa'l monte (1971年、Tico)
- Harlem River Drive (1971年、Roulette) ※with ハーレム・リヴァー・ドライヴ
- 『ライヴ・アット・シンシン』 - Recorded Live at Sing Sing Vol. 1 (1972年、Tico) ※with ハーレム・リヴァー・ドライヴ
- 『ライヴ・アット・シンシン Vol. 2』 - Recorded Live at Sing Sing Vol. 2 (1974年、Tico) ※1972年録音
- 『ザ・サン・オブ・ラテン・ミュージック』 - The Sun of Latin Music (1974年、Coco)
- 『アンフィニッシュド・マスターピース』 - Unfinished Masterpiece (1975年、Coco)
- 『ルクミ、マクンバ、ヴードゥー』 - Lucumí, Macumba, Voodoo (1978年、Epic)
- 『サビドュリア』 - Sabiduría / Wisdom (2017年)